# Iguazú nationalpark
Iguazú nationalpark (spanska: Parque nacional del Iguazú) ligger i nordöstra Argentina och bara några kilometer från gränsen till Paraguay. Parken gränsar i norr till Iguazúfloden. Norr om denna, på den brasilianska sidan, ligger nationalparken Iguaçu nationalpark.
Nationalparken grundades 1934 och omfattar idag 492 km². Därutöver finns ett 63 km² stort naturreservat som ligger i direkt anslutning till parken. 1984 blev Iguazú nationalpark med sina fantastiska vattenfall Iguazúfallen, klassad som ett världsarv. 2011 utsågs fallen även till ett av världens sju naturliga underverk.
Terrängen runt Iguazú nationalpark är platt. Runt Iguazú nationalpark är det glesbefolkat, med 11 invånare per kvadratkilometer..
I omgivningarna runt Iguazú nationalpark växer i huvudsak städsegrön lövskog.